# Mubimbi
Mubimbi är en kommun i Burundi. Den ligger i provinsen Bujumbura Rural, i den västra delen av landet, 16 kilometer nordost om Burundis största stad Bujumbura.